# Sigrid Fick
Sigrid Fick geb. Frenckell (Helsinki, 28 maart 1887 – Stockholm, 4 juni 1979) was een tennisspeelster uit Zweden.
Fick nam deel aan de Olympische Zomerspelen van 1912 in Stockholm. Ze won in het gemengd dubbelspel indoor de zilveren medaille en in het gemengd dubbelspel outdoor de bronzen medaille. Beide keren speelde ze samen met de Zweed Gunnar Setterwall. Fick nam ook deel aan de Olympische Zomerspelen van 1920 en 1924 waarbij haar hoogste notering de vierde plaats was.
Ze was lid van de Zweedse tennisclub Kungliga Lawntennisklubben en Stockholms Allmänna Lawntennisklubb.